# RM (rapper)
Kim Namdzsun (hangul: 김남준, angol: Kim Nam-joon), művésznevén RM, korábban Rap Monster (Szöul, 1994. szeptember 12. –) dél-koreai rapper, dalszerző, zenei producer. A BTS héttagú dél-koreai fiúegyüttes rappereként és vezéreként ismert.
A Rap Monster színpadi nevet a gyakornoki évei alatt találta ki, 2017-ben ezt RM-re módosította, miután úgy érezte, már nem passzol előadói attitűdjéhez.
2015-ben jelentette meg első saját mixtape-jét „RM” címmel, ezt követte 2018-ban a második, „Mono” címet viselő lemez.
2020 januárjában teljes jogú tagjává választotta a Koreai Zenei Szerzői Jogi Szövetség (KOMCA). Szövegíróként és producerként több mint 200 dalt jegyez.

## Kezdetek
Szöulban született, majd négyéves korában a család a Kojang városában található Ilszanba költözött. Egy húga van, Kim Geelong Min.[forrás?]
Kamaszkorában édesanyja ösztönzésére, autodidakta módon, CNN- és BBC-híradókat, valamint a Jóbarátok sorozatot nézve sajátította el az angol nyelvet. 12 évesen négy hónapot Új-Zélandon tanult, utána a nem anyanyelvi beszélők angoltudásának mérésére használt TOEIC teszten 850 pontot ért el a maximális 990-ből. 2021-ben „pusztán szórakozásból” megismételte a tesztet, amelyet ezúttal 915 pontos eredménnyel teljesített.
Az általános iskolában költő vagy író szeretett volna lenni, majd 13 évesen a 8 mérföld című film, Eminem és Nas hatására fordult a hiphop és a rapszövegírás felé. 14 éves korában kezdett saját szövegeket írni és megosztani őket amatőr zenészekből és rapperekből álló online közösségekben.

## Zenei karrier
A hobbielőadó szerepéből 16 évesen próbált először kilépni és underground előadóként ismertségre szert tenni, ezért elküldte zenéjét egy válogatóra, így sikerült bekerülnie egy meghallgatásra. Az élő előadáson azonban felsült, mivel elfelejtette a szöveget. Ezután úgy gondolta, a közönség előtti színpadi szereplés nem neki való, és inkább majd az iskolai tanulmányok révén fog érvényesülni. A balsikerű megmérettetésen azonban meglátta benne a potenciált a rapper Sleepy, figyelmébe ajánlva a Big Hit Entertainmentet, ahol épp fiatal szövegírókat és rapelőadókat kerestek. RM hamarosan egy formálódó hip-hop csapat első tagja lett, mi több Pang Sihjok producer kezdettől őt szánta az együttes vezérének, tulajdonképpen köré szervezte meg a később BTS néven híressé vált fiúcsapatot. 2010-ben lett az akkor még kicsi és nem túl tőkeerős ügynökségnek számító, Big Hit Entertainment gyakornoka. A leghosszabban Min Junkival, alias Sugával gyakorolt együtt, majd harmadik rapperként csatlakozott hozzájuk a hip-hop és utcai táncos Csong Hoszok, alias J-Hope. A legtöbb k-pop együttessel ellentétben, az ügynökségük támogatta és ösztönözte a fiúk alkotói fejlődését is, így Rap Monster, Suga és J-Hope az elejétől fogva közreműködtek a dalok írásában.
Végül három év felkészülés után - immár Jinnel, Jiminnel, V-vel és Jung Kookkal kiegészülve - 2013. június 13-án debütáltak. 2022-ben, kilenc év után, a BTS együttes mérlege 9 stúdióalbum, 7 válogatásalbum, 6 minialbum (EP), 42 kislemez. 2017 óta minden évben övék lett a Billboard Music Awards Top Social Artist díja, egyúttal ők az egyetlen k-pop csapat akik elnyerték a Top Duo/Group kategória díját is. 2018-ban a dél-koreai elnök által adományozott, Kulturális Érdemrend legfiatalabb kitüntetettjei lettek a koreai kultúra és nyelv terjesztéséhez való hozzájárulásukért. 2021-ben és 2022-ben a Dynamite, illetve a Butter című dalaikkal Grammy-díjra jelölték őket.

### RM (mixtape)
2015. március 17-én "RM" címmel kiadta első szóló mixtape-jét, amely a 48. helyen végzett a Spin „2015 50 legjobb hip-hop albuma” listáján. A szövegekben számos témával foglalkozott, mint például kamaszkori valóságával szembenálló álmaival a „Voice” című számban, vagy az individuum és szuverenitás gondolatával a „Do You” című dalban. A "God Rap" RM ateista világnézetét tükrözte, amely szerint létének kulcsa az önmagába vetett hit, és csakis maga irányítja az életében hozott döntéseit és kezeli annak következményeit. A mixtape gyártási folyamata körülbelül négy-öt hónapig tartott, és a BTS tevékenységei között dolgozott rajta. Később kritikusan nyilatkozott első szólóanyagáról, amiért túlsúlyt kaptak benne a negatív érzelmek és a düh, megjegyezve hogy nem teljesen egyedül döntött a mixtape anyagáról, annak számos részét túlságosan éretlennek érezte.

### mono.
RM 2018. október 23-án adta ki második mixtape-jét, a Mono-t, amelyet ő maga "lejátszási listának" nevezett. A koreai és angol nyelvű számokat egyaránt tartalmazó album a 26. helyig jutott az amerikai Billboard 200-as listáján, ezzel koreai szólóelőadóként a legelőkelőbb helyet érve el a toplista addigi történetében. Az iTunes letöltések között szintén történelmet írt azzal, hogy 121 országban végzett az első helyen. A mixtape-et a kritikusok pozitívan fogadták, dicsérve a dalok érzelmi nyíltságát és őszinteségét. A dalok nagyrészt melankolikus hangulatúak, visszatérő témájuk a magány és az elvágyódás, de RM a zenét terápiaként használva mégis a belső béke megtalálására ösztönöz velük. A "Seoul" című szám a brit elektropop duóval, Honne zenekarral készült, akik néhány évvel korábban a Twitteren látták ahogy RM a zenéjüket ajánlja, és később a kölcsönös alkotói szimpátia jegyében a "Crying Over You" című dalukhoz is meghívták közreműködőnek.

### Indigo
2022. november 10-én RM bejelentette, hogy négy év munkájának gyümölcseként, december 2-án érkezik élete első szólóalbuma, ami az Indigo címet fogja viselni.

## Mecenatúra
RM a képzőművészet elkötelezett támogatója és népszerűsítője. 2018-ban a BTS amerikai turnéján egy hirtelen ötlettől vezérelve tett látogatást a Chicagói Művészeti Intézetben, ahol lenyűgözték Seurat, Monet, Picasso és más klasszikusok alkotásai. Akkoriban még nem ismerte a koreai művészeket, és a nyugati alkotások gazdagságát látva az elragadtatáson kívül némi irigységet is érzett. Miután visszatért Dél-Koreába elkezdte sorra látogatni hazája múzeumait.
A turnék miatt külföldön töltött idő megerősítette őt koreai gyökereiben, így gyűjtését a hazai művészekre összpontosította, különös tekintettel a koreai háborút, a katonai diktatúrát és a gazdasági bizonytalanságot átélő generációkra. Nagy rajongója többek közt Yun Hjonggeun festészetének.
2020 decemberében az év művészeti szponzorának választotta a Koreai Művészeti Tanács , annak elismeréseként, hogy 100 millió vont (akkori értékén 84000 dollárt) adományozott a szöuli Nemzeti Modern és Kortárs Művészeti Múzeumnak különféle ritka művészeti könyvek nyomtatására, valamint azok terjesztésére iskolák és könyvtárak számára Dél-Korea vidéki és hegyvidéki régióiban.
2021-ben és 2022-ben egyaránt 100 millió vont adományozott a koreai kulturális örökség és javak megőrzésére, helyreállítására és külföldön történő hasznosítására.

## Diszkográfia
RM-nek a BTS együttessel jegyzett albumait lásd a BTS-diszkográfia szócikkben.

### Szóló albumok
| Cím                       | Kiadás dátuma     | Kiadó         | Formátum                                |
| ------------------------- | ----------------- | ------------- | --------------------------------------- |
| Indigo                    | 2022. december 2. | Big Hit Music | CD, digitális letöltés, streaming audio |
| Right Place, Wrong Person | 2024. május 24.   | Big Hit Music | CD, digitális letöltés, streaming audio |

Kislemezek
| Cím             | Kiadás dátuma     | Kiadó         | Formátum                            |
| --------------- | ----------------- | ------------- | ----------------------------------- |
| Change          | 2017. március 19. | Big Hit Music | digitális letöltés, streaming audio |
| Bicycle         | 2021. június 6.   | Big Hit Music | digitális letöltés, streaming audio |
| Come back to me | 2024. május 10.   | Big Hit Music | digitális letöltés, streaming audio |

### Szóló mixtape-ek
| Cím  | Kiadás dátuma     | Kiadó                 | Formátum                            |
| ---- | ----------------- | --------------------- | ----------------------------------- |
| RM   | 2015. március 20. | Big Hit Entertainment | digitális letöltés, streaming audio |
| Mono | 2018. október 23. | Big Hit Entertainment | digitális letöltés, streaming audio |

### Zenei együttműködések
| Év   | Előadó                                                            | Dal                                                                               | Album                                | Szöveg | Zene |
| ---- | ----------------------------------------------------------------- | --------------------------------------------------------------------------------- | ------------------------------------ | --- | --- |
| 2010 | 2AM (zenekar)                                                     | "Love You Hate You"                                                               | Saint O'Clock                        | "hitman" bang, Supreme Boi, Jung Hun-Chul, RM | "hitman" bang, Pdogg |
| 2012 | GLAM (zenekar)                                                    | "Party (XXO)"                                                                     |                                      | "hitman" bang, Wonderkid, Pdogg, Nakas Georgios, Lundvik John Hassim, RM                                                                                          | "hitman" bang, Wonderkid, Pdogg, Nakas Georgios, Lundvik John Hassim, RM                                                                                          |
| 2013 | GLAM (zenekar)                                                    | "I Like That"                                                                     |                                      | "hitman" bang, Pdogg, & Cole David Byron, RM | "hitman" bang, Pdogg, & Cole David Byron, RM |
| 2013 | Rap Monster, Jungkook, Jo Kwon, Lim Jeong Hee, & Joo Hee (8eight) | "Perfect Christmas"                                                               |                                      | Esna, RM | Esna, "hitman" bang, Wonderkid |
| 2015 | Rap Monster & Warren G                                            | "P.D.D."                                                                          |                                      | RM | Warren G |
| 2015 | MFBTY                                                             | "BuckuBucku" (feat. EE, Rap Monster & Dino-J)                                     | Wondaland                            | Dino-J, Yoon Mi Rae, Bizzy, Tiger JK, Lee Hyun-jun & Lee Yun Joung, RM                                                                                            | Park Jae-sun, Bizzy, Tiger JK |
| 2015 | Jankie                                                            | "Prometheus" (feat. Dok2, Juvie Train, Double K, Rap Monster, Topbob & Don Mills) | Andre                                | Don Mills, Juvie Train, Yang Jun Mo, Topbob, Double K, Dok2, RM                                                                                                   | Jeong Ji-Yong |
| 2015 | Primary                                                           | "U" (feat. Kwon Jin-ah & Rap Monster)                                             | 2-1                                  | Woo Hyo Eun, RM | Suran & Primary |
| 2016 | Homme (zenekar)                                                   | "Dilemma"                                                                         |                                      | "hitman" bang, RM | "hitman" bang, RM |
| 2017 | Gaeko                                                             | "Gajah" (feat. Rap Monster)                                                       |                                      | Gaeko, RM | Park Kyu-Jung, Lee Hui-Min, Lee Seung-Hwan, Park In-Kyu, Gaeko |
| 2017 | RM & Wale                                                         | "Change"                                                                          |                                      | Pdogg, Wale, RM | Pdogg, Wale, RM |
| 2018 | Drunken Tiger                                                     | "Timeless" (feat. RM)                                                             | Drunken Tiger X: Rebirth of Tiger JK | Tiger JK, RM | Loptimist |
| 2019 | Honne, Beka, RM                                                   | "Crying Over You"                                                                 |                                      | Andrew Peter Clutterbuck, James William Hatcher, Anna Lotterud, RM                                                                                                | Andrew Peter Clutterbuck, James William Hatcher, Anna Lotterud |
| 2020 | Younha, RM                                                        | "Winter flower"                                                                   | Unstable Mindset                     | Eden, Younha, RM | Eden, Leez, Ollounder |
| 2020 | Agust D                                                           | "Strange feat. RM"                                                                | D-2                                  | Agust D, El Capitxn, Ghostloop, RM | Agust D, El Capitxn, Ghostloop, RM |
| 2021 | eAeron, RM                                                        | "Don't"                                                                           | Fragile                              | eAeron, RM | eAeron, RM |
| 2021 | Tomorrow X Together                                               | "0X1=Lovesong (I Know I Love You)" (feat. Seori)                                  | The Chaos Chapter: Freeze            | Max Lynedoch Graham, Matt Thomson, Gabriel Brandes, Will Simms, Danke (lalala studio), "hitman" Bang, Melanie Fontana, Andrew Migliore, MOD SUN & Slow Rabbit, RM | Max Lynedoch Graham, Matt Thomson, Gabriel Brandes, Will Simms, Danke (lalala studio), "hitman" Bang, Melanie Fontana, Andrew Migliore, MOD SUN & Slow Rabbit, RM |
| 2022 | Balming Tiger, RM                                                 | "Sexy Nukim"                                                                      |                                      | Mudd the student, Omega Sapien, bj wnjn, RM | |
| 2023 | So Yoon feat RM                                                   | "Smoke Sprite"                                                                    | Episode 1: Love                      | So Yoon, RM, Chae Lin Suh, TE RIM, chiyoonhae | So Yoon, RM, TE RIM, chiyoonhae |
| 2023 | Colde feat RM                                                     | "Don't Ever Say Love Me"                                                          | Love Part 2                          | Colde, RM, basecamp, Stally | Colde, RM, basecamp, Stally |